# Asaperdina regularis
Asaperdina regularis är en skalbaggsart som först beskrevs av Maurice Pic 1923.  Asaperdina regularis ingår i släktet Asaperdina och familjen långhorningar. Inga underarter finns listade.